# Marly (Moselle)
Marly település Franciaországban, Moselle megyében. Lakosainak száma 9937 fő (2022. január 1.). Marly Montigny-lès-Metz, Augny, Cuvry, Metz, Moulins-lès-Metz és Pouilly községekkel határos.

## Népesség
A település népességének változása:
| Lakosok száma | 2014 | 9490 | 9511 | 9653 | 9861 | 10 023 | 10 104 | 10 108 | 9961 | 9937 |
|               | 1968 | 1982 | 1990 | 2006 | 2013 | 2015   | 2017   | 2019   | 2020 | 2022 |